# Lữ đoàn bộ binh 35 (Liên bang Nga)
Lữ đoàn bộ binh ô tô Cận vệ độc lập 35 "Volgograd-Kiev" Huân chương Lenin, Huân chương Cờ Đỏ, Huân chương Suvorov, Huân chương Kutuzov (tiếng Nga: 35-я отдельная гвардейская мотострелковая Волгоградско-Киевская ордена Ленина, Краснознамённая, орденов Суворова и Кутузова 2-й степени бригада) là một trong những lữ đoàn bộ binh ô tô nhiều thành tích nhất của Lục quân Liên bang Nga.

## Lịch sử
Lữ đoàn được thừa hưởng các giải thưởng, vinh quang quân sự và danh hiệu danh dự của Sư đoàn bộ binh ô tô Cận vệ Volgograd-Kyiv số 122 và trước nữa của Quân đoàn xe tăng Cận vệ số 5. Các thành tích và danh hiệu này đều trong Chiến tranh Vệ quốc Vĩ đại.
Trong Chiến tranh Nga-Ukraina, hai cá nhân của Lữ đoàn được phong anh hùng năm 2022 và 2023.

## Cơ cấu
- Lữ đoàn bộ;
- Tiểu đoàn bộ binh ô tô 1;
- Tiểu đoàn bộ binh ô tô 2;
- Tiểu đoàn bộ binh ô tô 3;
- Tiểu đoàn xe tăng;
- Tiểu đoàn trinh sát;
- Nhóm pháo binh:
  - Tiểu đoàn lựu pháo tự hành 1;
  - Tiểu đoàn lựu pháo tự hành 2;
  - Tiểu đoàn pháo phản lực;
  - Tiểu đoàn pháo chống tăng;
- Tiểu đoàn tên lửa phòng không;
- Tiểu đoàn công binh;
- Tiểu đoàn kiểm soát (thông tin liên lạc);
- Tiểu đoàn sửa chữa và phục hồi;
- Tiểu đoàn hậu cần;
- Đại đội bắn tỉa;
- Đại đội UAV;
- Đại đội bảo vệ NBC;
- Đại đội tác chiến điện tử;
- Đại đội chỉ huy;
- Đại đội quân y;